# Daily Inqilab
Daily Inqilab (bengali : দৈনিক ইনকিলাব) est un grand quotidien du Bangladesh, publié à partir de Dhaka en langue bengali.

## Controverse

### Allégations de présence de troupes indiennes
En 2014, lors d'affrontements à Satkhira, Inqilab a rapporté que des forces indiennes avaient été déployées pour réprimer les manifestants. Le rapport décrit en détail une prétendue télécopie, datée du 6 novembre 2013, du ministère des Affaires étrangères à Dhaka et du haut-commissariat du Bangladesh à Delhi, demandant la présence de troupes indiennes à Satkhira. Intitulé « Military Aid from India and Deployment at Satkhira » (Aide militaire de l'Inde et déploiement à Satkhira), le fax allégué et le courriel mentionnent des personnes réelles avec leurs désignations. La télécopie aurait été envoyée par Toufiq Islam Shatil, secrétaire adjoint principal au ministère des Affaires étrangères, et est également adressée à Sujit Ghosh, conseiller politique et en matière d'information au Haut-Commissariat de l'Inde à Dhaka. Le corps de la télécopie fait référence à une lettre reçue du général de brigade Noor Md. Noor Islam, sans doute à la recherche d'informations sur de prétendues suggestions du cabinet du Premier ministre. Le document suggérait que c'était le 33e Corps d'armée indien du Bengale occidental, composé des 17e, 20e et 27e divisions de montagne. Quatre catégories différentes sont énumérées pour la nature du déploiement - Rapide, Blindé, Artillerie, et Génie et transmissions. Cependant, au moment de l'envoi du fax, seul le premier, Rapide, est confirmé, alors que les autres ne l'étaient pas. Selon la télécopie, le nombre de personnes à déployer doit être convenu avec le gouvernement du Bangladesh et le General Officer Commanding de l'armée bangladaise à Jessore. La télécopie mentionnait également les « canaux de transfert et d'infiltration » des troupes indiennes au Bangladesh pour participer à l'opération. Cela comprenait le fleuve Bhomra à Satkhira. Troisièmement, les postes de police d'Assasuni et de Satkhira Sadar pour les centres de renseignement et le cantonnement de Jessore y figuraient comme une option supplémentaire. Le quatrième point précise les « zones d'engagement » pour le déploiement des troupes indiennes. Les zones de déploiement étaient cinq des sept Upazilas qui composent Satkhira - Shyamnagar, Debhata, Assasuni, Kalaroa et Satkhira Sadar.
Selon le Daily Star, le fax présumé circulait sur Facebook et Inquilab l'a simplement récupéré sans vérification.

### Réactions
Le Ministère des affaires étrangères a nié avec véhémence l'existence de la télécopie et l'a rejetée comme fausse. Les trois journalistes, dont Robiulla Robi, la journaliste, ont été arrêtés et la presse à imprimer d'Inqilab a été scellée. Le Daily Star a qualifié le reportage de « déception pour le journalisme ».